# ووایه
ووایه (به فرانسوی: Voyer) یک کمون در فرانسه است که در Canton of Lorquin واقع شده‌است.

## خصوصیات
ووایه ۴٫۴۸ کیلومترمربع مساحت و ۴۰۲ نفر جمعیت دارد و ۲۸۹ متر بالاتر از سطح دریا واقع شده‌است.